# Bowling (Schottland)
Bowling ist eine Ortschaft in der schottischen Council Area West Dunbartonshire. Sie liegt etwa fünf Kilometer ostsüdöstlich von Dumbarton und 16 km nordwestlich des Zentrums von Glasgow am Nordufer des Firth of Clyde und am Fuß der Kilpatrick Hills.
In Bowling gab es im 18. Jahrhundert Mühlen und eine Brauerei. 1790 wirkte sich die Eröffnung des Forth-and-Clyde-Kanals, dessen Endpunkt Bowling ist, positiv auf die Entwicklung der Ortschaft aus. Zu Beginn des 19. Jahrhunderts wurden Hafenanlagen eingerichtet und eine Dampfschiffverbindung nach Lochgilphead etabliert. Bowling war auch Standort der bedeutenden Whiskybrennerei Littlemill. Sie wurde im Jahre 1772 gegründet und 1992 geschlossen.

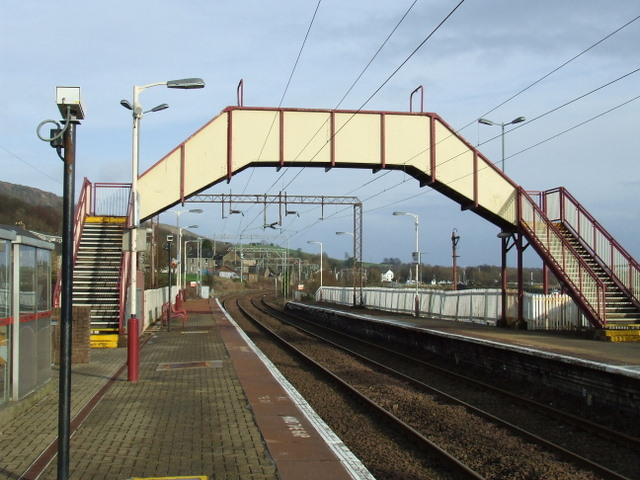
Bahnhof von Bowling
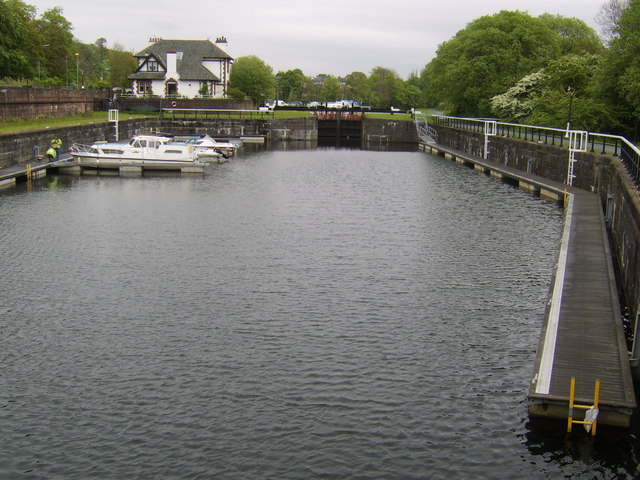
Firth-and-Clyde-Kanal bei Bowling
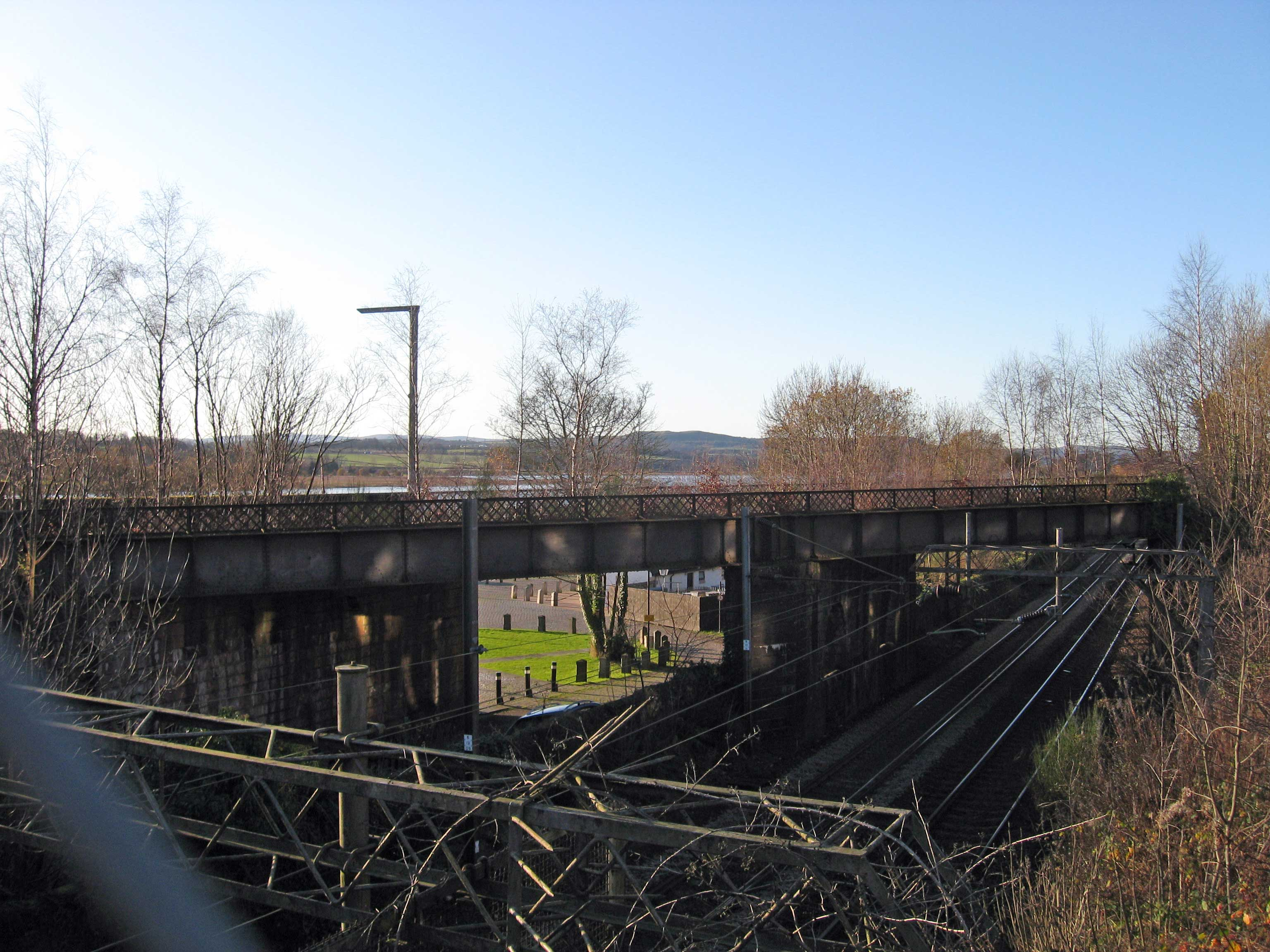
Kreuzende Eisenbahnstrecken in Bowling